# Laurent Jalabert
Laurent Jalabert [uitspraak: 'ʒɑlɑbɛiʀ] (Mazamet, 30 november 1968) is een Frans voormalig wielrenner die actief was als prof tussen 1989 en 2002. Jalabert behaalde 138 zeges. De twee monumenten Milaan-San Remo en Ronde van Lombardije won hij elk één keer. Hij won twee keer de Waalse Pijl. In 1995 won hij de Ronde van Spanje en in 1997 werd hij wereldkampioen tijdrijden. 
Jalabert kon alles op de fiets. Hij nam zowel de groene trui als de bolletjestrui van de Ronde van Frankrijk mee naar huis. Hij reed voor succesvolle teams als het Franse Toshiba (de voortzetting van het legendarische La Vie Claire van Bernard Hinault en Greg LeMond), het Spaanse ONCE en het Deense CSC-Tiscali, waar hij zijn professionele carrière in 2002 beëindigde.   
Zijn roepnaam is "JaJa" [ʒɑ'ʒɑ]. Hij is de oudere broer van Nicolas Jalabert, die ook beroepsrenner was.

## Biografie

### Wielerloopbaan
Jalabert was niet alleen een klimmer maar ook een zeer goede sprinter. Vooral in zijn beginjaren (bij de Spaanse wielerploeg ONCE) kon hij goed mee met sprinters zoals Wilfried Nelissen, Djamolidin Abdoesjaparov, Olaf Ludwig en Johan Museeuw. In 1992 en 1995 won hij het puntenklassement in de Ronde van Frankrijk. Maar daar bleef het niet bij voor de Tarnais.
De erelijst van Jalabert, ook wel liefkozend "JaJa" genoemd, is lang en divers. Hij boekte overwinningen in wielerklassiekers zoals Milaan-San Remo en de Waalse Pijl, maar veroverde ook het eindklassement van de Ronde van Spanje in 1995. Tevens behaalde hij de wereldtitel tijdrijden in 1997.
In de loop der jaren werd hij steeds completer en ging hij zich meer toeleggen op het klimmerswerk. Bij de Deense wielerploeg CSC kreeg hij daar alle kans toe. In 2001 en 2002 won hij het bergklassement in de Tour de France. In 2002 won hij ook zijn laatste klassieker: de Clásica San Sebastián. Na 2002 zette Jalabert een punt achter zijn carrière.

### Later leven
Na zijn carrière als wielrenner werd hij commentator voor de Franse televisie. In mei 2009 tekende hij als bondscoach wielrennen voor Frankrijk tot de Olympische Spelen van 2012, een baan die hij combineerde met die van commentator. Ook nam hij deel aan de Ironman Hawaï 2007 waar hij met een tijd van 9:19.58 als 73e over de finish kwam.
Op maandag 11 maart 2013 raakte Jalabert zwaargewond toen hij tijdens een fietstochtje geschept werd door een auto. Het daaropvolgende herstel vergde zoveel tijd en inspanning, dat hij in april 2013 zijn baan als bondscoach moest opgeven.
Op 24 juni 2013 werd bekendgemaakt dat Jalabert tijdens de Tour van 1998 epo gebruikt zou hebben. Jalabert zelf geeft aan verrast te zijn en kan zich niet in de beschuldigingen vinden. Om zich te kunnen concentreren op zijn verweer is hij daarop direct gestopt met zijn werkzaamheden als commentator.

## Overwinningen
1989
- 2e etappe Ronde van Amorique
- Eindklassement Ronde van Amorique
- 3e etappe Ronde van Limousin

1990
- 1e etappe Parijs-Bourges
- Eindklassement Parijs-Bourges
- 3e etappe Circuit de la Sarthe

1991
- 2e etappe Vierdaagse van Duinkerke

1992
- 6e etappe Ronde van Frankrijk
- 3e, 4e en 6e etappe Ronde van Burgos
- 1e, 4e (deel A) en 6e etappe Ronde van Catalonië
- 3e etappe Euskal Bizikleta

1993
- 2e en 6e etappe Ronde van Spanje
- Trofeo Manacor
- Trofeo Sóller
- Eindklassement Challenge Mallorca
- Trofeo Luis Puig
- Clásica Alcobendas
- 3e en 4e etappe Ronde van Catalonië
- 1e etappe Ronde van Galicië
- 3e etappe Ronde van Asturië
- 6e etappe Ronde van Valencia
- 2e en 3e etappe Ronde van Rioja
- Eindklassement Ronde van Rioja
- 5e etappe Ronde van Castilië en Leon
- 8e etappe Parijs-Nice

1994
- 2e, 3e, 5e, 12e, 13e, 16e en 21e etappe Ronde van Spanje
- 2e etappe Ronde van het Baskenland
- 4e etappe Ronde van Catalonië
- 5e etappe Grand Prix du Midi Libre

1995
- Milaan-San Remo
- Waalse Pijl
- Klasika Primavera
- 2e etappe Parijs-Nice
- Eindklassement Parijs-Nice
- 2e etappe Ronde van Valencia
- 2e etappe Ronde van Mallorca
- 1e en 2e etappe Internationaal Wegcriterium
- Eindklassement Criterium International
- 3e etappe Grand Prix du Midi Libre
- 1e en 7e etappe Ronde van Catalonië
- Eindklassement Ronde van Catalonië
- 12 etappe Ronde van Frankrijk
- 3e etappe Ronde van Galicië
- 3e, 5e, 8e, 15e en 17e etappe Ronde van Spanje
- Eindklassement Ronde van Spanje
- Classic Haribo
- Boucles de l'Aulne

1996
- Classique des Alpes
- Classic Haribo
- 3e en 13e etappe Ronde van Spanje
- 1e etappe Ronde van Valencia
- Eindklassement Ronde van Valencia
- Eindklassement Route du Sud
- 2e en 5e etappe Grand Prix du Midi Libre
- Eindklassement Grand Prix du Midi Libre
- 3e en 4e etappe Parijs-Nice
- Eindklassement Parijs-Nice
- 1e etappe Ronde van het Baskenland

1997
- Ronde van Lombardije
- Waalse Pijl
- Wereldkampioen tijdrijden, Elite.
- Milaan-Turijn
- Port de Soller
- 1e en 6e etappe Parijs-Nice
- Eindklassement Parijs-Nice
- 2e en 4e etappe Ronde van het Baskenland
- 1e etappe Ronde van Castilië en Leon
- 2e etappe Ronde van Burgos
- Eindklassement Ronde van Burgos
- 6e en 20e etappe Ronde van Spanje
- 1e en 2e etappe Escalada a Montjuich
- Eindklassement Escalada a Montjuich
- Boucles de l'Aulne

1998
- Ronde van de Haut-Var
- Classique des Alpes
- Frans kampioen op de weg, Elite
- 1e en 6e etappe Ronde van het Baskenland
- 1e en 6e etappe Ronde van Asturië
- Eindklassement Ronde van Asturië
- Proloog, 4e en 9e etappe Ronde van Zwitserland
- 3e en 4e etappe Euskal Bizikleta

1999
- Proloog, 2e (deel B) en 3e etappe Ronde van Romandië
- Eindklassement Ronde van Romandië
- 1e en 5e (deel B) etappe Ronde van het Baskenland
- GP Villafranca de Ordizia
- 5 (deel B) etappe Catalaanse Week
- Eindklassement Catalaanse Week
- 4e, 9e en 16e etappe Ronde van Italië
- Proloog Ronde van Zwitserland

2000
- 5e etappe Ronde van de Middellandse Zee
- Eindklassement Ronde van de Middellandse Zee
- 5 (deel B) etappe Catalaanse Week
- Eindklassement Catalaanse Week
- 4e etappe Ronde van het Baskenland
- 7e etappe Dauphiné Libéré
- 3e etappe Tirreno-Adriatico

2001
- Clásica San Sebastián
- Polynormande
- 4e en 7e etappe Ronde van Frankrijk

2002
- Clásica San Sebastián
- Coppa Agostoni
- Ronde van de Haut Var
- CSC Classic
- 3e etappe Parijs-Nice

## Resultaten in voornaamste wedstrijden
| Jaar | Ronde van Italië | Ronde van Frankrijk | Ronde van Spanje |
| ---- | ---------------- | ------------------- | ---------------- |
| 1990 |                  |                     | 70e              |
| 1991 |                  | 71e                 |                  |
| 1992 | opgave           | 34e (1)             |                  |
| 1993 |                  | opgave              | 35e (2)          |
| 1994 |                  | opgave              | 74e (7)          |
| 1995 |                  | 4e (1)              | ↑ (5)            |
| 1996 |                  | opgave              | 19e (2)          |
| 1997 |                  | 43e                 | 7e (2)           |
| 1998 |                  | opgave              | 5e               |
| 1999 | 4e (3)           |                     | opgave           |
| 2000 |                  | 54e                 |                  |
| 2001 |                  | 19e (2)             |                  |
| 2002 |                  | 42e                 |                  |

| Jaar | Milaan-San Remo | Gent-Wevelgem | Ronde van Vlaanderen | Parijs-Roubaix | Amstel Gold Race | Luik-Bast.‑Luik | Ronde van Lombardije | Waalse Pijl | Clásica San Sebastián | Bretagne Classic |  | WK op de weg |  | Wereldranglijsten |
| ---- | --------------- | ------------- | -------------------- | -------------- | ---------------- | --------------- | -------------------- | ----------- | --------------------- | ---------------- |  | ------------ |  | ----------------- |
| 1990 | 41e             |               |                      |                |                  |                 |                      |             | ↑                     |                  |  | 6e           |  |                   |
| 1991 | 17e             | 158e          | 9e                   | 18e            | 7e               | 11e             | 8e                   |             | 4e                    |                  |  |              |  | (UWB)             |
| 1992 | 9e              |               | 24e                  |                |                  | 57e             |                      | 18e         | 103e                  |                  |  | ↑            |  | 5e (UWB)          |
| 1993 | 4e              | 7e            | 57e                  | 26e            |                  | 9e              |                      |             | 34e                   | 4e               |  | 15e          |  | 15e (UWB)         |
| 1994 | 10e             |               | 16e                  |                |                  | 37e             | 22e                  |             |                       |                  |  |              |  |                   |
| 1995 | ↑               |               |                      |                |                  | 4e              |                      | ↑           | 4e                    |                  |  |              |  |                   |
| 1996 |                 |               |                      |                |                  |                 | 9e                   |             | 10e                   |                  |  | 7e           |  |                   |
| 1997 | 17e             |               | 80e                  |                | 7e               | ↑               | ↑                    | ↑           | 19e                   |                  |  | 11e          |  | 5e (UWB)          |
| 1998 | 15e             |               |                      |                |                  | ↑               |                      | 19e         | 59e                   |                  |  |              |  |                   |
| 1999 | 115e            |               |                      |                | 28e              |                 |                      |             |                       |                  |  |              |  |                   |
| 2000 | 11e             |               |                      |                |                  | 10e             |                      | ↑           |                       |                  |  |              |  |                   |
| 2001 |                 |               |                      |                |                  |                 |                      |             | ↑                     | 84e              |  |              |  |                   |
| 2002 | 69e             |               |                      |                |                  |                 |                      |             | ↑                     | 9e               |  | 130e         |  |                   |

Wielerploegen van Laurent Jalabert
Arnould ·
Bernard ·
Bezault ·
Bincoletto ·
Flicher ·
Garnier ·
Gayant ·
Jalabert ·
Kappes ·
Lance ·
Leleu ·
M. Madiot ·
Y. Madiot ·
Philipot ·
Poisson ·
Richard ·
Roux ·
Stumpf
Bernard ·
Bezault ·
Bourguignon ·
Carlsen ·
Chaubet ·
Flicher ·
Gayant ·
Jalabert ·
Kappes ·
Lance ·
Le Clerc ·
Louviot ·
Lurvik ·
M. Madiot ·
Y. Madiot ·
Richard ·
Roux ·
Séguy ·
Stumpf
Abadie ·
Bezault ·
Bourguignon ·
Chanteur ·
Chaubet ·
Faudot ·
Flicher ·
Gayant ·
Jalabert ·
Kindberg ·
Lance ·
Louviot ·
Lurvik ·
Madouas ·
Rominger ·
Roux
Ahedo ·
Aiarzagüena ·
Aldanondo ·
Bruyneel ·
H. Díaz ·
P. L. Díaz ·
Díaz de Otazu ·
Fuerte ·
Hodge ·
Jalabert · 
Lejarreta ·
Llaneras ·
Louviot ·
Martínez ·
Mauri ·
Stephens ·
Villanueva · 
J. Weltz ·
K. Weltz ·
Zülle ·
García (stagiair)
Ahedo ·
Aiarzagüena ·
Aldanondo ·
Breukink ·
Bruyneel ·
H. Díaz ·
P. L. Díaz ·
Díaz de Otazu ·
Dufaux ·
F. J. García ·
M. García ·
Hodge ·
Jalabert · 
Leanizbarrutia ·
Llaneras ·
Louviot ·
Martínez ·
Romero ·
Stephens ·
Weltz ·
Zülle
Ahedo ·
Aiarzagüena ·
Aldanondo ·
Breukink ·
Bruyneel ·
H. Díaz ·
Díaz de Otazu ·
R. Díaz ·
Dufaux ·
Etxebarria ·
F. J. García ·
M. García ·
Hernández ·
Jalabert · 
Leanizbarrutia ·
Llaneras ·
Martínez ·
Rincón ·
Rojas ·
Romero ·
Sierra ·
Stephens ·
Zülle ·
Izkara (stagiair)
Barrigón ·
Breukink ·
Bruyneel ·
H. Díaz ·
P. Díaz ·
R. Díaz ·
Díaz de Otazu ·
Etxebarria ·
F. J. García ·
M. García ·
Hernández ·
Jalabert · 
Jonker ·
Leanizbarrutia ·
Llaneras ·
Mauri ·
Pérez ·
Rincón ·
Rojas ·
Sierra ·
Stephens ·
Zülle ·
Cañada (stagiair) ·
Otxoa (stagiair) ·
Rebollo (stagiair) ·
Vicioso (stagiair) 
Barrigón ·
Cañada ·
Cuesta ·
H. Díaz ·
R. Díaz ·
Díaz de Otazu ·
Etxebarria ·
F. J. García ·
M. García ·
Garmendia ·
Jalabert · 
Jonker ·
Leanizbarrutia ·
Mauri ·
Morras ·
Otxoa ·
Pérez ·
Rincón ·
Rojas ·
Sierra ·
Stephens ·
Zarrabeitia ·
Zülle  
Barrigón ·
Cañada ·
Cuesta ·
H. Díaz ·
R. Díaz ·
Díaz de Otazu ·
Etxebarria ·
F. J. García ·
M. García ·
Garmendia ·
Jalabert   · 
Leanizbarrutia ·
Mauleón ·
Mauri ·
Morras ·
Otxoa ·
Pérez ·
Sastre ·
Sierra ·
Zarrabeitia ·
Zülle   ·
Arreitunandia (stagiair) 
Barrigón ·
Bruyneel (tot 31/08) ·
Cañada ·
Cuesta ·
H. Díaz ·
R. Díaz ·
Díaz de Otazu ·
Etxebarria ·
F. J. García ·
M. García ·
Jalabert   · 
Leanizbarrutia ·
Mauleón ·
Mauri ·
Morras ·
Otxoa ·
Pérez ·
Sastre ·
Sierra ·
Zarrabeitia
Cañada ·
Cuesta ·
Díaz ·
Etxebarria ·
García ·
González ·
Jalabert · 
Lejarreta ·
Luttenberger ·
Martín ·
Morras ·
Nozal ·
Olano   ·
Pérez ·
Peron ·
Rebollo ·
Sastre ·
Serrano ·
Sierra ·
Zarrabeitia ·
Gutiérrez (stagiair) 
Cañada ·
Cuesta ·
Díaz ·
Etxebarria ·
Florencio ·
García ·
González ·
Gutiérrez ·
L. Jalabert · 
N. Jalabert ·
Lejarreta ·
Luttenberger ·
Nozal ·
Olano ·
Peña ·
Sastre ·
Serrano ·
Zarrabeitia ·
Rodríguez (stagiair) 
Asmaker ·
Beeckman ·
Blaudzun · 
Cerezo ·
García ·
Hamburger ·
Hoffman ·
L. Jalabert ·
N. Jalabert ·
Jeune ·
Jonasson ·
Jørgensen · 
Larsen ·
Bjarke Nielsen · 
Piil ·
Piziks ·
J. Rasmussen ·
Rittsel ·
Sandstød ·
N. Sørensen · 
R. Sørensen ·
Michael Steen Nielsen ·
Bruun Eriksen (stagiair) ·
M. Rasmussen (stagiair)
Asmaker ·
Blaudzun · 
Bruun Eriksen ·
Calvente ·
Cerezo ·
Dean ·
García ·
Hamilton ·
Hoffman ·
L. Jalabert ·
N. Jalabert ·
Jeune ·
Jonasson ·
Madsen ·
Nielsen · 
Peron ·
Piil ·
Piziks ·
Rasmussen ·
Rittsel ·
Sandstød ·
Sastre ·
Sørensen · 
Van Bondt ·
Van Hyfte ·
Ramírez (stagiair) ·
Schleck (stagiair)
- Bibliothèque nationale de France: cb12531503k (data)
- Gemeinsame Normdatei: 131759213
- International Standard Name Identifier: 0000 0000 8120 6908
- MusicBrainz: 2e7d2942-b790-4dca-997e-b9a272a4b93a
- ORCID: 0000-0002-4477-4732
- Système universitaire de documentation: 03457266X
- Virtual International Authority File: 41950946